# Johan Fog Clementz
Johan Fogh Clementz (27. september 1894 i Oslo – 14. februar 1952 samme sted) var en norsk bokser. Han boksede for 
Idrætsklubben Tjalve. Han var også ekspeditør.
Han vandt en guldmedalje i vægtklassen sværvægt i NM 1920,
NM 1921 og i 
NM 1922. Han deltog også i OL 1920.